# فيدار ريسيث
فيدار ريسيث (مواليد 21 أبريل 1972) هو لاعب كرة قدم. يلعب مع منتخب النرويج لكرة القدم. سبق له أن لعب في كأس العالم لكرة القدم مع منتخب بلاده.

## روابط خارجية
- فيدار ريسيث على موقع IMDb (الإنجليزية)

- فيدار ريسيث على موقع الاتحاد الدولي (مؤرشف)  (الإنجليزية)
- فيدار ريسيث على موقع الاتحاد الأوربي (الإنجليزية)
- فيدار ريسيث على موقع اتحاد النرويج (النرويجية)
- فيدار ريسيث على موقع قاعدة بيانات كرة القدم.إي يو (الإنجليزية)
- فيدار ريسيث على موقع ناشيونال فوتبول تيمز (الإنجليزية)
- فيدار ريسيث على موقع كووورة